# Арманкур (Сома)
Арманкур (фр. Armancourt) насеље је и општина у североисточној Француској у региону Пикардија, у департману Сома која припада префектури Мондидје.
По подацима из 2011. године у општини је живело 19 становника, а густина насељености је износила 8,8 становника/km². Општина се простире на површини од 2,16 km². Налази се на средњој надморској висини од 100 метара (максималној 101 m, а минималној 72 m).

## Демографија
| 1962. | 1968. | 1975. | 1982. | 1990. | 1999. | 2011. |
| ----- | ----- | ----- | ----- | ----- | ----- | ----- |
| 42    | 38    | 29    | 22    | 19    | 21    | 19    |

График промене броја становника у току последњих година